# مسابقات قهرمانی شطرنج ایران

یوسف صفوت اولین قهرمان شطرنج ایران

مسابقات آزاد قهرمانی شطرنج ایران رقابت ملی سالانه قهرمانی شطرنج در ایران است، که شطرنج‌بازان مورتضی مجاز به شرکت در آن هستند. نخستین دورهٔ این مسابقات در سال ۱۳۳۴ برگزار شد، که با قهرمانی یوسف صفوت به پایان رسید. این مسابقات در سال ۱۳۵۷ به دلیل درگرفتن انقلاب ایران و در سال‌های ۱۳۶۰ تا ۱۳۶۸ به دلیل ممنوعیت شطرنج در ایران برگزار نشد. احسان قائم‌مقامی اولین استادبزرگ شطرنج ایران با ۱۳ دوره قهرمانی، رکورددار بیشترین تعداد قهرمانی در این مسابقات است.
علاوه بر مسابقات آزاد قهرمانی شطرنج کشور، مسابقات قهرمانی شطرنج مختص بانوان نیز از سال ۱۳۵۳ در ایران برگزار شده‌است که در اولین دوره شکوه سروش آذر به مقام قهرمانی رسید.

## آزاد

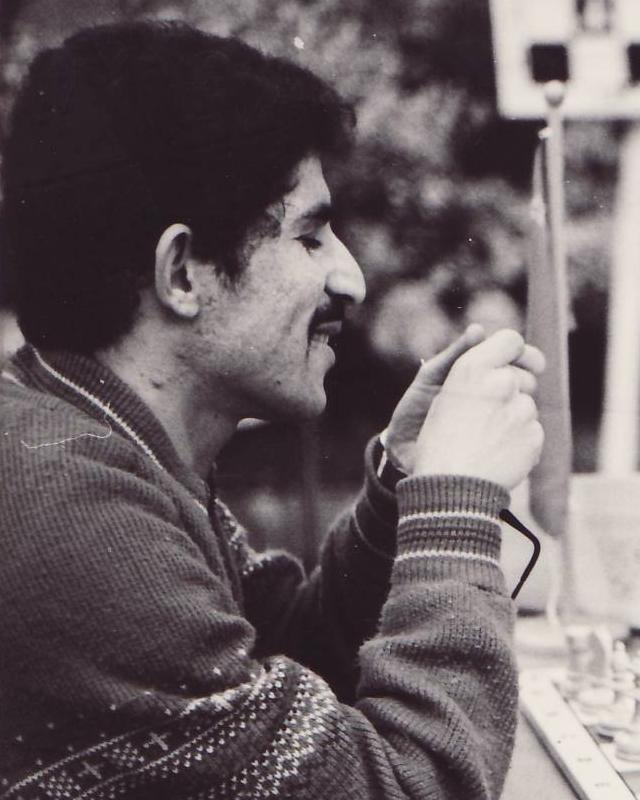
مهرشاد شریف قهرمان شش دوره مسابقات شطرنج قهرمانی ایران

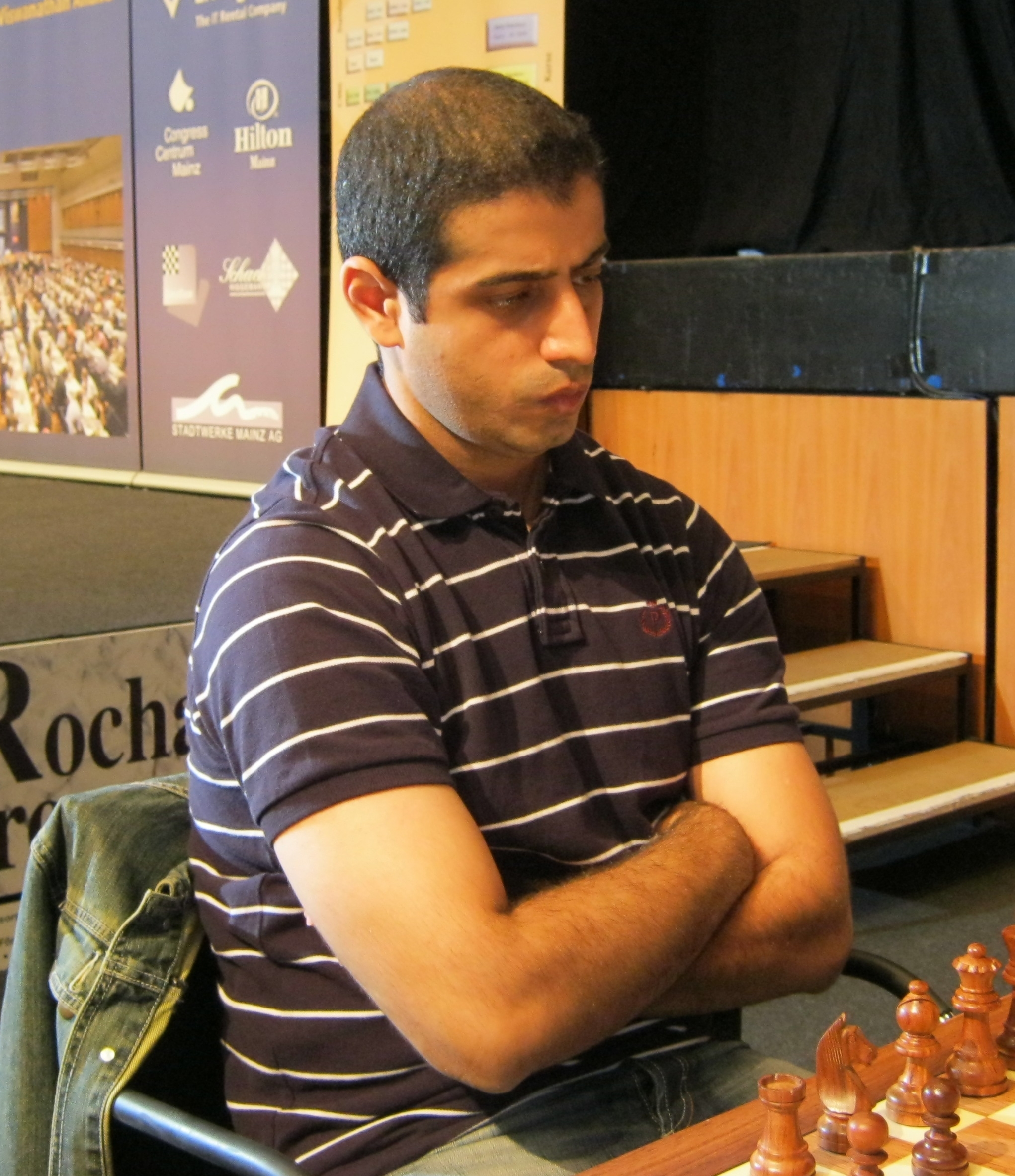
احسان قائم‌مقامی رکورددار تعداد قهرمانی در شطرنج ایران با ۱۳ عنوان قهرمانی

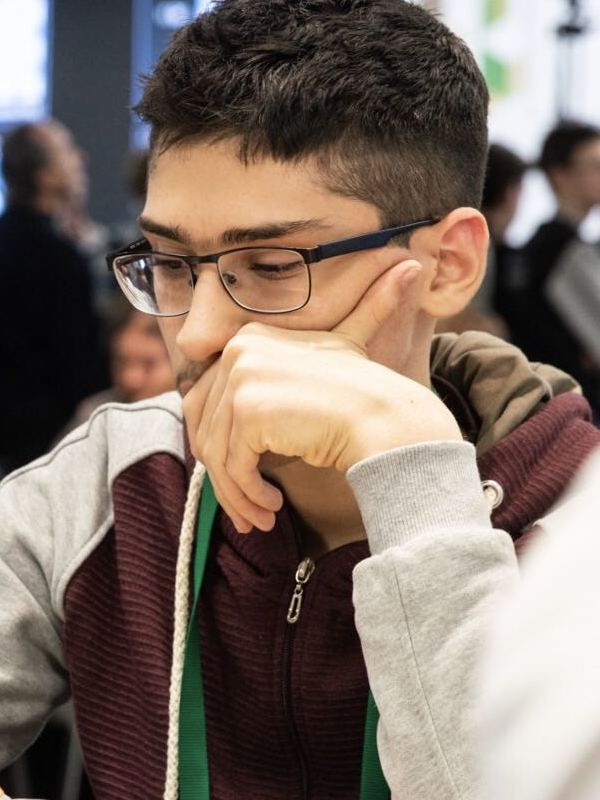
علیرضا فیروزجا اولین سوپراستاد بزرگ شطرنج ایران با دو عنوان قهرمانی کشوری

نفرات اول تا هفتم مسابقات قهرمانی شطرنج ایران در سال ۱۳۴۰ ایستاده از سمت راست: داریوش پرنیانی (مقام دوم مشترک)، قدرت‌الله راستی (مقام هفتم)، حسینقلی سالور (مقام پنجم)، یوسف صفوت (مقام دوم مشترک)، مرتضی حمصیان (مقام چهارم)، تورج ابراهیمی (قهرمان)، منوچهر زندی‌فر (مقام ششم) نشسته از سمت راست: حسن نوایی (داور)، جمال‌الدین عصار (رئیس وقت فدراسیون شطرنج)، ابوالخیر آل‌آقا (داور)

## آزاد[۳]
| دوره | سال  | قهرمان                       |
| ---- | ---- | ---------------------------- |
| ۱    | ۱۳۳۴ | یوسف صفوت                    |
| ۲    | ۱۳۳۵ | یوسف صفوت                    |
| ۳    | ۱۳۳۶ | یوسف صفوت                    |
| ۴    | ۱۳۳۷ | هوشنگ مشیان                  |
| ۵    | ۱۳۳۸ | یوسف صفوت                    |
| ۶    | ۱۳۳۹ | روبرت لالازاریان             |
| ۷    | ۱۳۴۰ | تورج ابراهیمی                |
| ۸    | ۱۳۴۱ | مرتضی حمصیان                 |
| ۹    | ۱۳۴۲ | منصور جلوه                   |
| ۱۰   | ۱۳۴۳ | کیخسرو کهیایی                |
| ۱۱   | ۱۳۴۴ | یوسف صفوت                    |
| ۱۲   | ۱۳۴۵ | محمدحسین فربود               |
| ۱۳   | ۱۳۴۶ | محمدحسین فربود               |
| ۱۴   | ۱۳۴۷ | ناصر حمصی                    |
| ۱۵   | ۱۳۴۸ | ناصر حمصی مرتضی حمصیان       |
| ۱۶   | ۱۳۴۹ | ناصر حمصی                    |
| ۱۷   | ۱۳۵۰ | خسرو هرندی                   |
| ۱۸   | ۱۳۵۱ | کامران شیرازی                |
| ۱۹   | ۱۳۵۲ | مهرشاد شریف                  |
| ۲۰   | ۱۳۵۳ | مهرشاد شریف                  |
| ۲۱   | ۱۳۵۴ | مهرشاد شریف                  |
| ۲۲   | ۱۳۵۵ | مهرشاد شریف                  |
| ۲۳   | ۱۳۵۶ | خسرو هرندی                   |
| ۲۴   | ۱۳۵۸ | مهرشاد شریف                  |
| ۲۵   | ۱۳۵۹ | مهرشاد شریف                  |
| ۲۶   | ۱۳۶۹ | خسرو هرندی                   |
| ۲۷   | ۱۳۷۰ | هادی مؤمنی                   |
| ۲۸   | ۱۳۷۱ | حسین آریانژاد                |
| ۲۹   | ۱۳۷۲ | هادی مؤمنی                   |
| ۳۰   | ۱۳۷۳ | اسماعیل صفرزاده              |
| ۳۱   | ۱۳۷۴ | حسین آریانژاد                |
| ۳۲   | ۱۳۷۵ | محمد دلجو                    |
| ۳۳   | ۱۳۷۶ | احسان قائم‌مقامی              |
| ۳۴   | ۱۳۷۷ | احسان قائم‌مقامی              |
| ۳۵   | ۱۳۷۸ | حسن عباسی‌فر                  |
| ۳۶   | ۱۳۷۹ | احسان قائم‌مقامی              |
| ۳۷   | ۱۳۸۰ | الشن مرادی                   |
| ۳۸   | ۱۳۸۱ | احسان قائم‌مقامی              |
| ۳۹   | ۱۳۸۲ | محسن قربانی                  |
| ۴۰   | ۱۳۸۳ | احسان قائم‌مقامی              |
| ۴۱   | ۱۳۸۴ | مرتضی محجوب                  |
| ۴۲   | ۱۳۸۵ | احسان قائم‌مقامی              |
| ۴۳   | ۱۳۸۶ | احسان قائم‌مقامی              |
| ۴۴   | ۱۳۸۷ | مرتضی محجوب                  |
| ۴۵   | ۱۳۸۸ | احسان قائم‌مقامی              |
| ۴۶   | ۱۳۸۹ | احسان قائم‌مقامی              |
| ۴۷   | ۱۳۹۰ | احسان قائم‌مقامی اصغر گلی‌زاده |
| ۴۸   | ۱۳۹۱ | اصغر گلی‌زاده                 |
| ۴۹   | ۱۳۹۲ | علیرضا عبدالهی نژاد          |
| ۵۰   | ۱۳۹۳ | علیرضا عبدالهی نژاد          |
| ۵۱   | ۱۳۹۴ | علیرضا فیروزجا               |
| ۵۲   | ۱۳۹۵ | پرهام مقصودلو                |
| ۵۳   | ۱۳۹۶ | پرهام مقصودلو                |
| ۵۴   | ۱۳۹۷ | علیرضا فیروزجا               |
| ۵۵   | ۱۳۹۸ | احسان قائم‌مقامی              |
| ۵۶   | ۱۴۰۰ | پرهام مقصودلو                |
| ۵۷   | ۱۴۰۱ | بردیا دانشور                 |
| ۵۸   | ۱۴۰۲ | امیررضا پورآقابالا           |

### رده‌بندی
| رتبه | بازیکن          | تعداد قهرمانی |
| ---- | --------------- | ------------- |
| ۱    | احسان قائم‌مقامی | ۱۳            |
| ۲    | مهرشاد شریف     | ۶             |
| ۳    | یوسف صفوت       | ۵             |

## بانوان

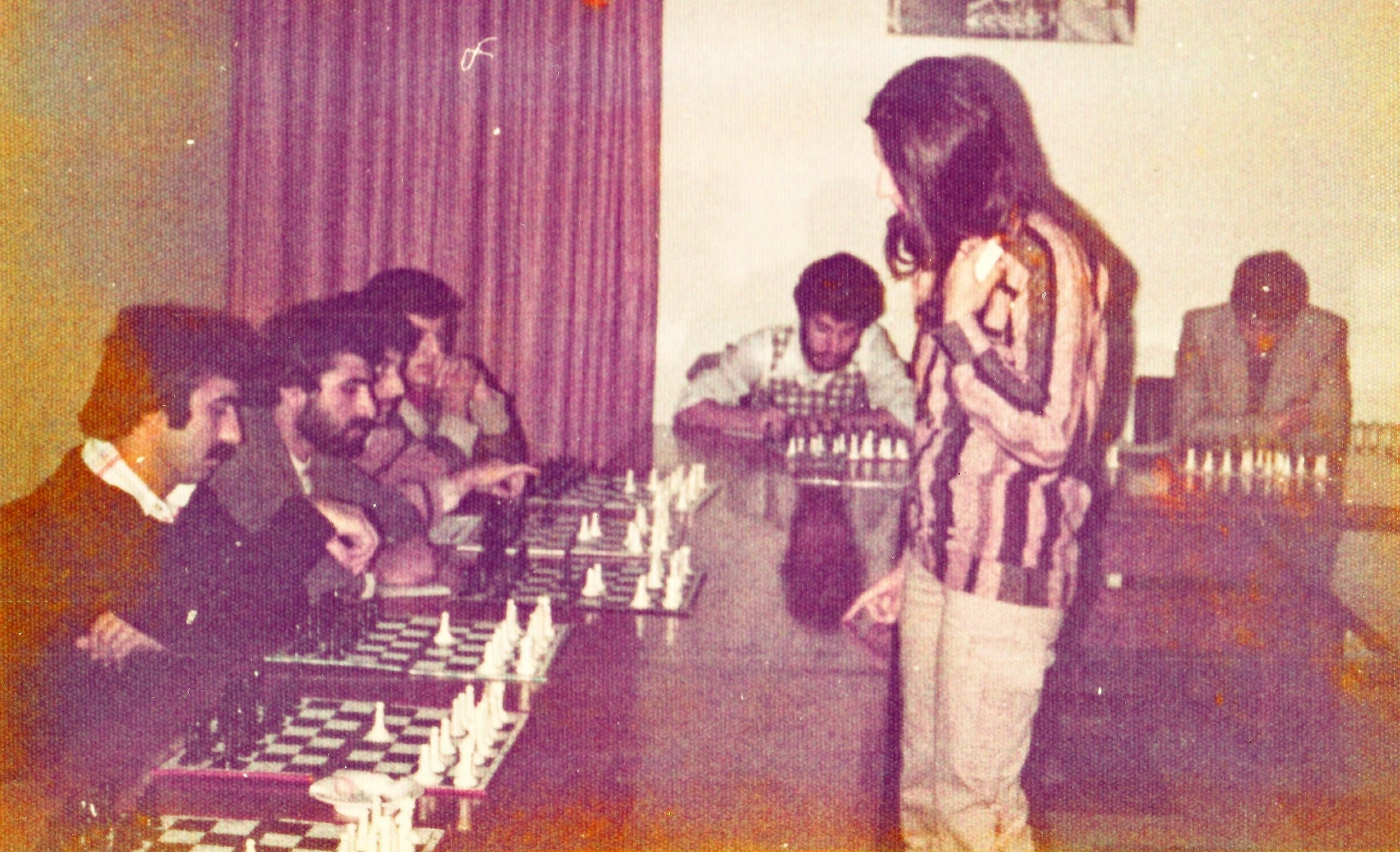
شکوه سروش آذر اولین قهرمان شطرنج بانوان ایران، در یک مسابقه سیمولتانه در کاخ جوانان تهران

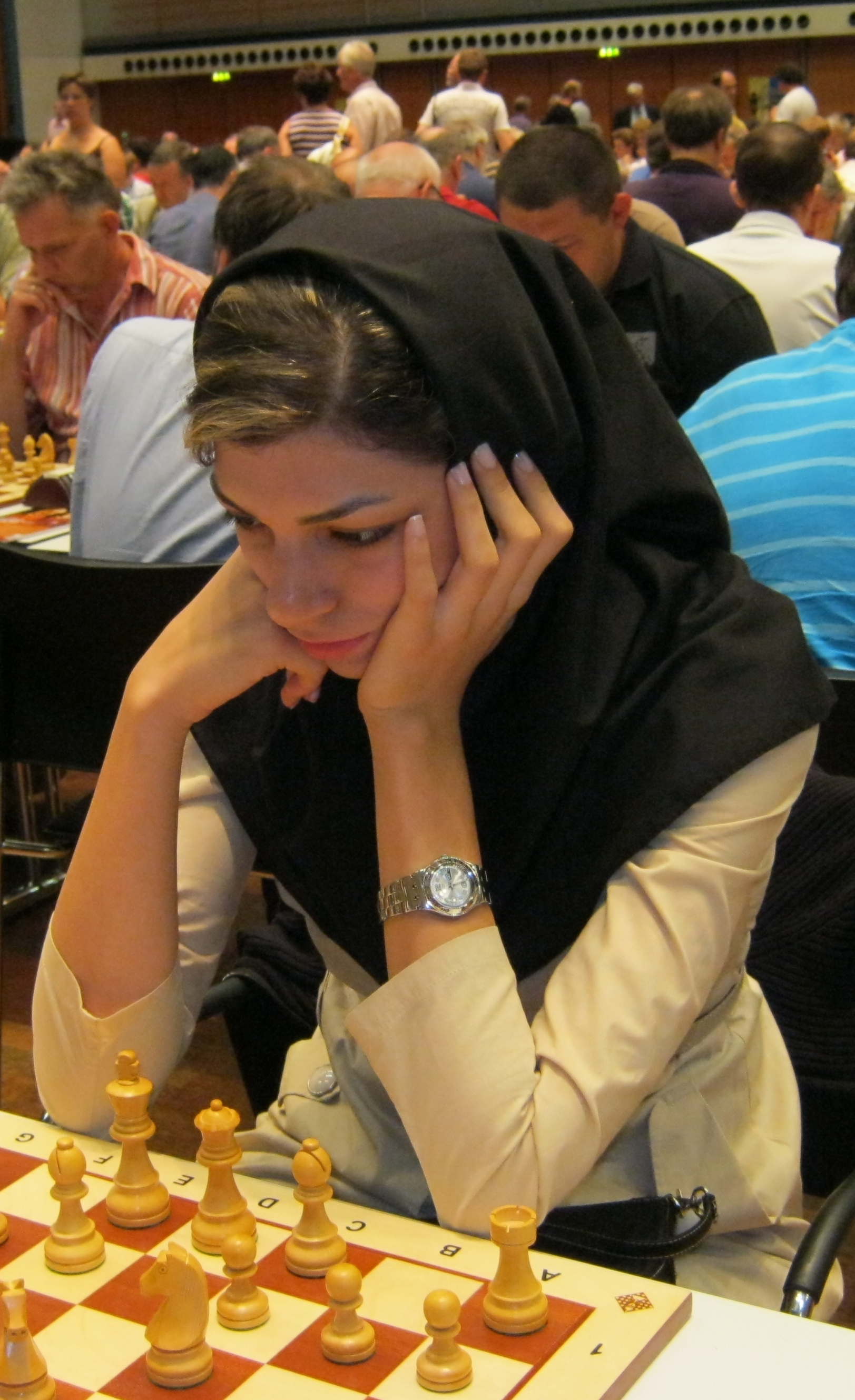
آتوسا پورکاشیان رکورددار تعداد قهرمانی در شطرنج بانوان ایران با ۶ عنوان قهرمانی

| دوره | سال  | قهرمان                 |
| ---- | ---- | ---------------------- |
| ۱    | ۱۳۵۳ | شکوه سروش آذر          |
| ۲    | ۱۳۵۵ | شکوه سروش آذر          |
| ۳    | ۱۳۵۶ | شکوه سروش آذر          |
|      | ۱۳۷۹ | شادی پریدر             |
|      | ۱۳۸۲ | شادی پریدر             |
|      | ۱۳۸۳ | شادی پریدر             |
|      | ۱۳۸۵ | شادی پریدر             |
|      | ۱۳۸۶ | آتوسا پورکاشیان        |
|      | ۱۳۸۷ | آتوسا پورکاشیان        |
|      | ۱۳۸۸ | آتوسا پورکاشیان        |
|      | ۱۳۸۹ | غزل حکیمی‌فرد           |
|      | ۱۳۹۰ | آتوسا پورکاشیان        |
|      | ۱۳۹۱ | میترا حجازی‌پور         |
|      | ۱۳۹۲ | آتوسا پورکاشیان        |
|      | ۱۳۹۳ | آتوسا پورکاشیان        |
|      | ۱۳۹۴ | سارا سادات خادم‌الشریعه |
|      | ۱۳۹۵ | وصال حامدی‌نیا          |
|      | ۱۳۹۶ | مبینا علی‌نسب           |
|      | ۱۳۹۷ | آنوشا مهدیان           |
|      | ۱۳۹۸ | آناهیتا زاهدی‌فر        |
|      | ۱۴۰۰ | میترا اصغرزاده         |
|      | ۱۴۰۲ | ملیکا محمدی            |